# Giovan Francesco Penni

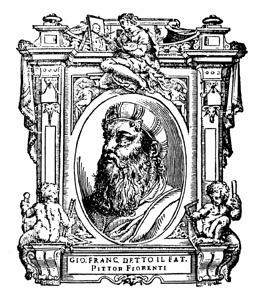
Giovanni Francesco detto il Fattore, da Giorgio Vasari Le Vite 1568

Madonna del Diadema blu, attribuita al Penni su disegno di Raffaello

Giovan (oppure Giovanni o Gian) Francesco Penni, detto il Fattore (Firenze, 1488 – Napoli, 1528), è stato un pittore italiano, allievo di Raffaello.

## Biografia
Nacque a Firenze da una famiglia di tessitori, entrò molto presto nel laboratorio di Raffaello, dove iniziò assieme al grande maestro una proficua collaborazione in alcune opere, tra cui le famose Stanze di Raffaello nel Palazzo del Vaticano, nonché gli affreschi di Villa Farnesina, entrambi a Roma. Il Wolfflin e altri scrittori accreditati attribuiscono a lui la effettiva esecuzione dei Cartoni di Raffaello, anche se recenti studi accreditano il fatto che Raffaello stesso abbia eseguito la maggior parte dei lavori.
Dopo la morte prematura di Raffaello, Penni collaborò con Giulio Romano per il completamento delle opere del Maestro, come la Sala di Costantino, la Trasfigurazione e l'Assunzione e Incoronazione della Vergine (1525) a Monteluce (Perugia). 
Penni ha anche fornito i disegni per gli arazzi della vita di Cristo per papa Clemente VII per la decorazione della Sala del Concistoro in Vaticano.
Nel 1526 lasciò Roma per seguire Giulio Romano, il quale si era trasferito a Mantova nel 1524 alla corte dei Gonzaga. Secondo il Vasari, Penni non venne accolto molto calorosamente a Mantova, anche se collaborò agli affreschi di Palazzo Te. Infatti, ben presto, preferì allontanarsi dal Romano per intraprendere un lungo viaggio attraverso la Lombardia, successivamente a Roma, e, finalmente, a Napoli (1526) dove lavorò al seguito del marchese del Vasto e dove morì nel 1528.
Era cognato di Perin del Vaga, che aveva sposato sua sorella.
Tra gli allievi del Penni troviamo Leonardo Grazia, detto Leonardo da Pistoia, che lavorò a lungo a Lucca e a Roma come ritrattista.
Fra le sue opere era annoverata nel 1824 una versione della Madonna del Divino Amore che è attualmente esposta alla chiesa della Sacra Famiglia di Cinisello Balsamo e che è stata recentemente scoperta.
Suo fratello Bartolomeo è stato un artista alla corte dei Tudor di Enrico VIII d'Inghilterra, e un altro fratello, Luca, uno degli artisti italiani della Scuola di Fontainebleau.